# Senzke

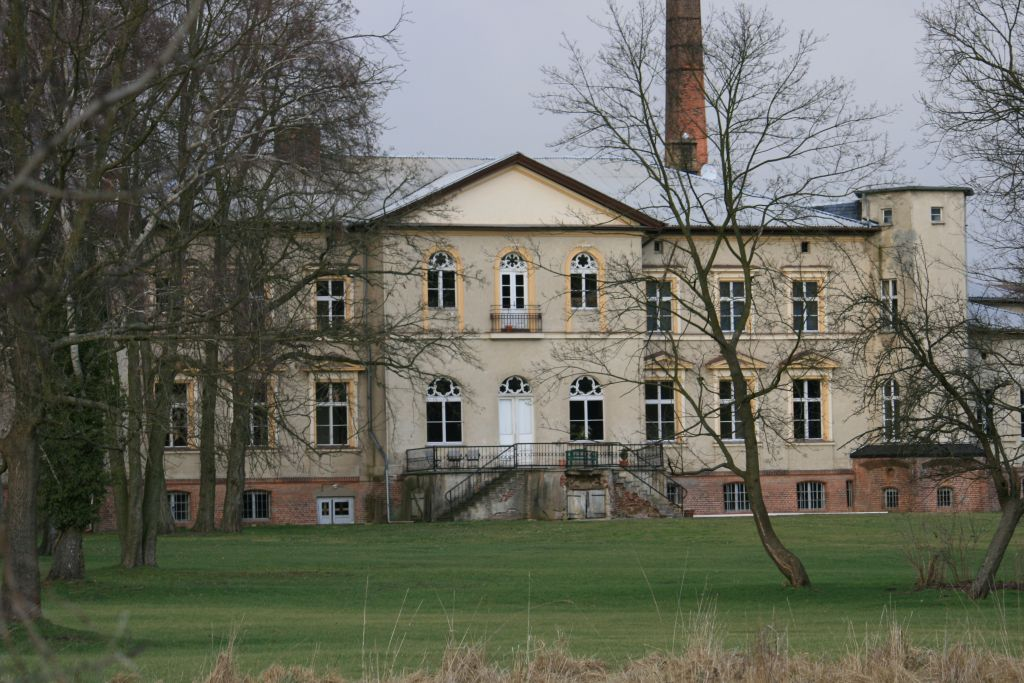
Rückseite des Herrenhauses derer von Bredow

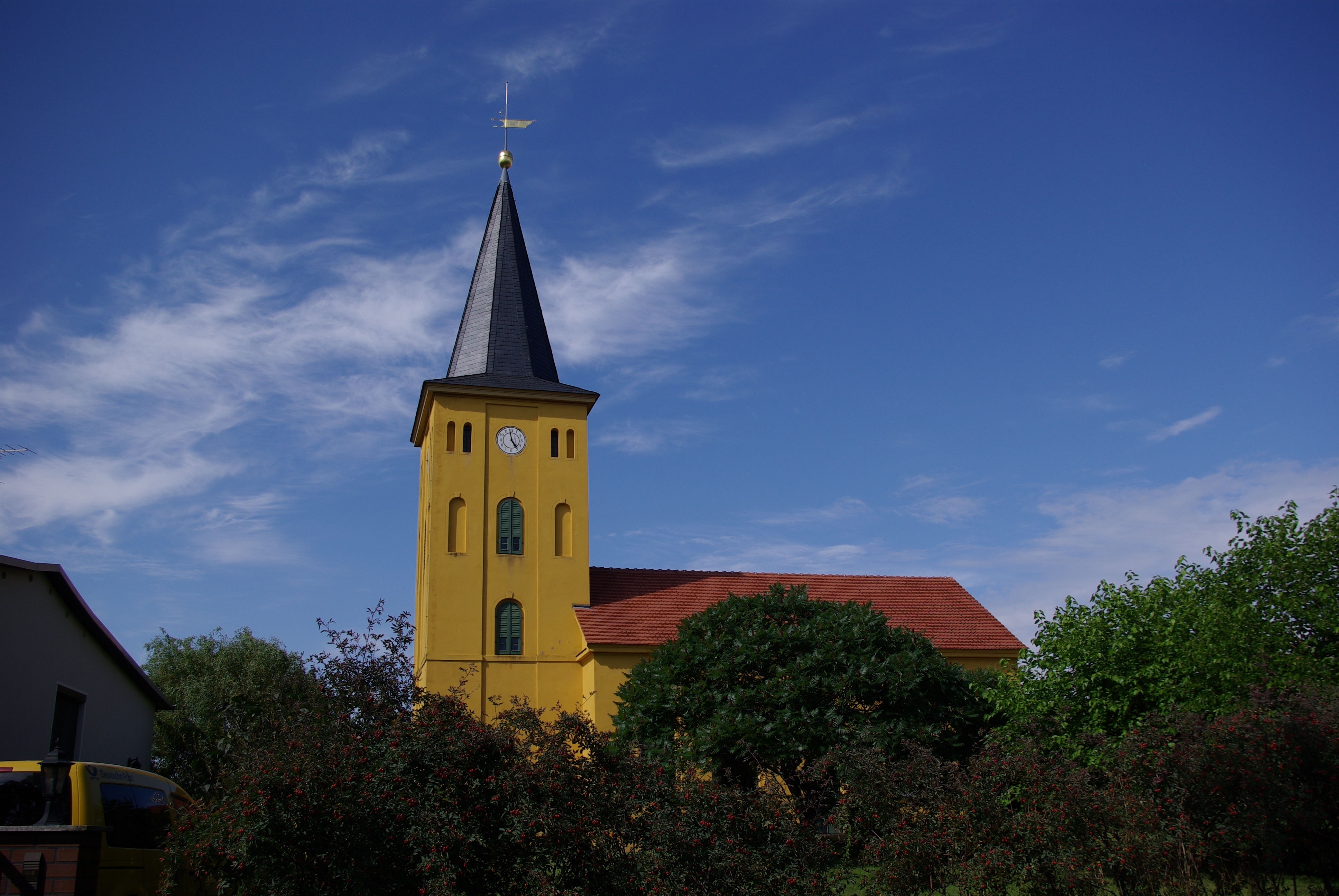
Die Kirche

Senzke ist ein Ortsteil der Gemeinde Mühlenberge im Landkreis Havelland (Brandenburg), die durch die Gemeindegebietsreform des Landes Brandenburg am 31. Dezember 2002 entstand.

## Geografie
Senzke liegt ca. 1 km südlich der Bundesstraße 5 zwischen Friesack und Pessin. Die Ortschaft wird vom Großen Havelländischen Hauptkanal in einem weiten Bogen umflossen, nachdem der Kanal die Bundesstraße 5 passiert hat und in einer Rechtskurve seinen Lauf in Richtung Westen fortsetzt. Senzke liegt auf einem Breitengrad, der etwa der nördlichen Stadtgrenze Berlins entspricht. 
Die Gemeinden, die mit Senzke Mühlenberge bilden, liegen 4 km nördlich (Haage) und 4 km nordöstlich (Wagenitz).
Der Havelland-Radweg durchquert die Gemeinde.

## Geschichte
Senzkes Wurzeln als Lehen der Burg Friesack reichen bis ins Jahr 1250 zurück.
1331 fand Senzke erstmalige Erwähnung. Die Familie von Jerichow war die erste Besitzerin von Senzke als Bestandteil des Ländchens Friesack. 
1335 wurden die Bredows Lehnsherren der Burg und des Landes. 1427 wurde Hasso II. von Bredow neuer Lehnsherr des Ländchens Friesack.
1587 bekam Lippold von Bredow Senzke zugesprochen, zuvor unterlagen die Bauern von Senzke Plünderungen verschiedener Herren wie der Familien Gauß und Römer aufgrund derer Heberechte an Naturalien. In der Folge bildet sich bei den Bredows eine eigene Familienlinie Senzke, ein Haus Senzke, heraus.
Zu Beginn des 18. Jahrhunderts verzeichnen die Kirchenbücher  reichen Kindersegen und Vielweiberei in Senzke. So waren 14 bis 18 Kinder von zwei oder drei Frauen nicht selten, wie z. B. Bauer Säger von drei Frauen 14 Kinder, Kossät Frielitz von drei Frauen 18 Kinder und Bauer Zietmann mit zwei Frauen 16 Kinder.
Es gab in Senzke schon frühzeitig eine eigene Schule, welche im Jahre 1663 bis auf die Grundmauern abbrannte und 1847 durch einen größeren Neubau ersetzt wurde. Nach 1945 fand die Schule von Senzke im Schloss ihr neues Domizil.
Im Jahr 1727 wurde der aus einer Familie von Lust-, Küchen- und Hofgärtnern stammende Joachim Heinrich Fintelmann herrschaftlicher Gärtner in Senzke. Mitglieder seiner Familie waren an der Gestaltung des Schlossparks von Charlottenburg und der Pfaueninsel beteiligt. An deren Wirken erinnert heute unter anderem der „Förderverein Fintelmannhaus“ e. V.
Im ersten Drittel des 19. Jahrhunderts folgt dem Landrat und Major a. D. Dietrich von Bredow dessen Sohn Karl von Bredow im Grundbesitz auf Senzke, ebenfalls Major a. D. und Ehrenritter im Johanniterorden. 1860 hatte Senzke 256 Einwohner und bestand aus dem eigentlichen Dorf – mit 16 Wohnhäusern und 44 Wirtschaftsgebäuden, darunter die örtliche Getreidemühle, sowie 4 öffentliche Gebäude und einem Chausseehaus  und dem Lehn-Rittergut, welches sich aus 12 Wohn- und 13 Wirtschaftsgebäuden, unter anderem eine Ziegelei, eine Brennerei, ein Weinberg, eine Weinpresse, eine Schäferei und Rinderherden zusammensetzte. Das Generaladressbuch der Rittergutsbesitzer weist für das Jahr 1879 konkret 813 ha Fläche aus. Letzte Gutsbesitzer waren der Fideikommissherr Lippold von Bredow (1869–1924), verheiratet mit Charlotte von Jagow-Calberwisch, und ihr Sohn Wolf von Bredow-Senzke, liiert mit Dorothee von Bake-Bakerode.
Vom 2. April 1900 bis zum 1. April 1961 war Senzke ein Trennungsbahnhof an der Kreisbahn Rathenow-Senzke-Nauen.
Nach dem Zweiten Weltkrieg wurde Senzke zur neuen Heimat vieler Umsiedler, welche zuerst im Schloss ein neues Quartier fanden.
Im Verlauf der Bodenreform bauten sich die Neu-Senzker auf ihrem zugewiesenen Siedlungsgebiet neue Häuser und zogen aus dem Schloss aus. Nach dem Auszug der Umsiedler wurde das Schloss als Schule genutzt, diese Tatsache und das Engagement entschlossener Senzker Bürger retteten das Schloss 1950 vor dem Abriss.
1954 gründete sich die LPG „8. Mai“ Senzke, welche 1978 mit der Pessin LPG zur LPG Pflanzenproduktion Pessin fusionierte.
Im Dezember 2016 löste sich die Kirchengemeinde auf Beschluss der Senzker Kirchenältesten auf. Die Dorfkirche ist seitdem unselbständige Predigtstätte der Kirchengemeinde Havelländisches Luch in Paulinenaue.
Senzke verfügt über keine Kanalisation. Das Abwasser wird von Sammelfahrzeugen an den Grundstücksanschlüssen abgesaugt und zur Kläranlage transportiert.

## Kultur und Sehenswürdigkeiten
- Die Dorfkirche Senzke, ein Putzbau mit Westturm, wurde 1857 anstelle der Vorgängerkirche erbaut. Anfang des 17. Jahrhunderts wurden die Gestühlsbrüstungen im Altarraum gefertigt. Aus der zweiten Hälfte des 17. Jahrhunderts stammt die hölzerne Kanzel. Abbildungen der zwölf Apostel findet man in den Rundbogenfenstern der Kirche. Die Wände verzieren 21 Gemälde aus dem 17. Jahrhundert mit Motiven aus dem Alten Testament.

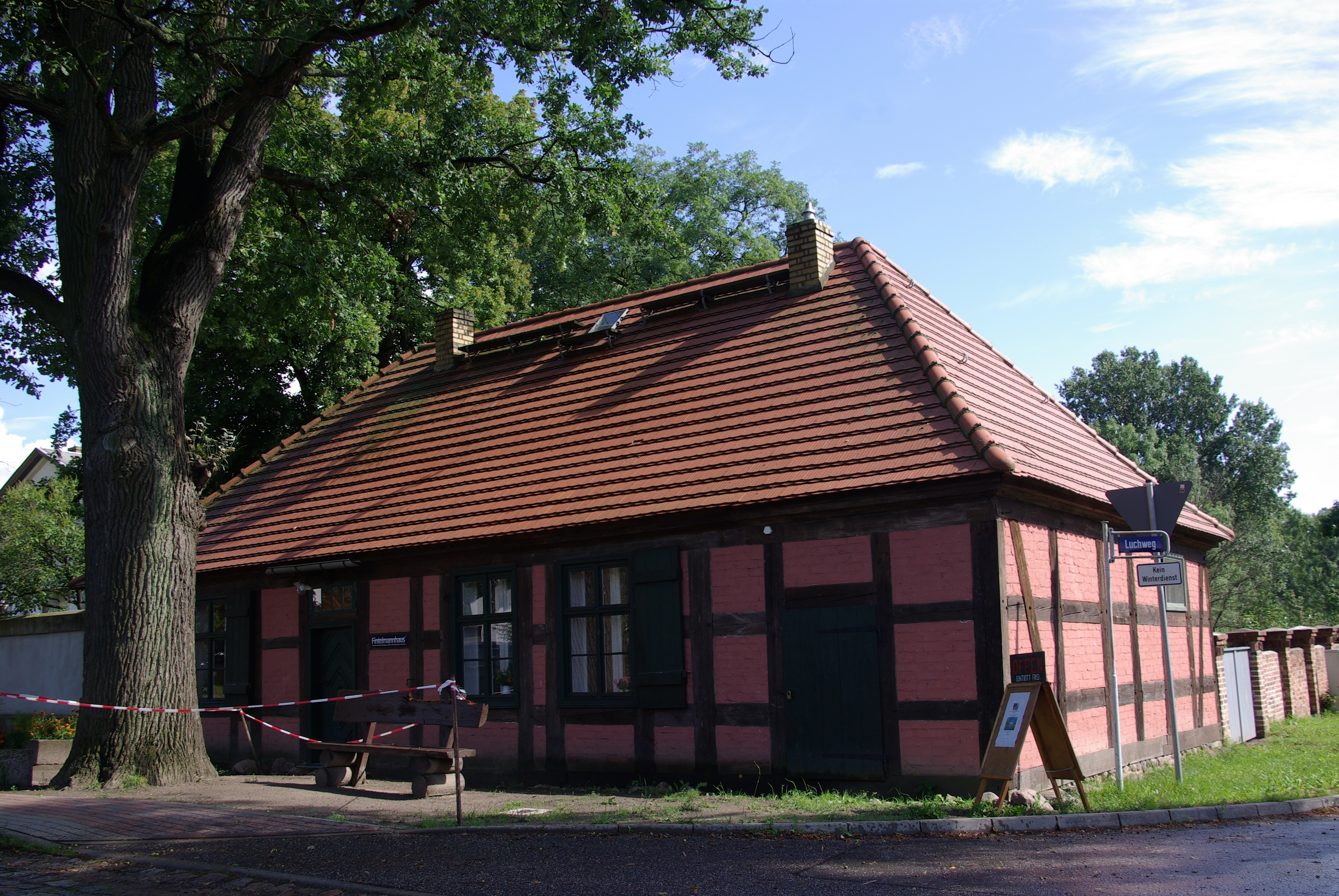
Fintelmannhaus

- Das Fintelmannhaus ist ein eingeschossiger Fachwerkbau mit einem Walmdach aus der Zeit um das Jahr 1710. Es ist nach Joachim Heinrich Fintelmann benannt, der als Hofgärtner auf dem Gut von Caspar Friedrich von Bredow lebte und arbeitete. Es wurde in den 1990er Jahren saniert und seither als Tourismus-Information genutzt. Seit 2016 wird es durch den Tourismusverband Havelländisches Luch betrieben und ist regelmäßig geöffnet.
- Das Schloss (Herrenhaus Senzke) und der Schlossgarten. Beides befindet sich heute in Privatbesitz, eine Besichtigung ist nicht möglich.
- Das Heimatmuseum in der Schlossstraße 33 stellt Maschinen und Erinnerungsstücke aus DDR-Zeiten aus.

## Persönlichkeiten
- Asmus Ehrenreich von Bredow (1693–1756), preußischer Generalleutnant, Gouverneur von Kolberg
- Emanuel Friedrich von Bredow (1732–1780), preußischer Kavallerist
- Wolf von Bredow (1834–1920), Rittergutsbesitzer, Politiker, Mitglied des Preußischen Herrenhauses